# Lady Jewelpet
Lady Jewelpet (レディ ジュエルペット, Redi Juerupetto) é uma série de anime de fantasia, drama, romance, e comédia de 2014, coproduzido entre os estúdios Zexcs e Studio Comet. É a sexta temporada do anime Jewelpet baseada nos personagens da franquia criada entre a Sanrio e Sega Toys. Foi dirigido por Itsuro Kawasaki de Koukaku no Regios e Arc The Lad e escrito por Natsuko Takahashi de 07-Ghost e Tokyo Magnitude 8.0. Os desenhos dos personagens originais foram feitos por Aruko Wada de Fate/Extra. Estreou no Japão pelos canais TXN em 5 de abril de 2014, substituindo Jewelpet Happiness na programação. Em Portugal, estreou em 1 de julho de 2016 no Canal Panda.
Lady Jewelpet foi emitido como parte do quinto aniversário da franquia também é a primeira parceria que foi oficialmente tratada pela Zexcs. Nesta temporada irá incorporar a realeza como seu elemento principal.

## Produção
A temporada Lady Jewelpet foi revelada pela primeira vez, em uma série de tweets no quinto aniversário na conta oficial da franquia no Twitter em 12 de fevereiro de 2014. A Sanrio anunciou uma nova série que saiu oficialmente em abril de 2014. O título do anime foi então revelado em 13 de fevereiro de 2014 com a abertura no site oficial, que contém informações sobre a série.
 Em março de 2014 a Pucchigumi revelou mais informações de Lady Jewelpet, especialmente a personagem Momona, e a 41ª Jewelpet da franquia, chamada Lua.
Esta é a primeira série de Jewelpet a ser tratada pelo estúdio de animação Zexcs depois dos 5 anos de produção do Studio Comet. O Studio Comet está coproduzindo a série com Zexcs, pela primeira vez desde o OVA de Jewelpet Twinkle.

## Enredo
Momona é uma garota normal do ensino médio que adora seu primo e deseja vê-lo casar-se com sua prometida, Lady Diana. Um dia, durante o casamento, ela é transportada para um mundo novo chamado Jewel Land no prestigioso Jewel Palace ao lado de outras meninas. Ela conhece um coelho branco chamado Ruby, uma Jewelpet que escolhe Momona para ser sua parceira e se tornar uma Petit Lady que será escolhida pela Rainha. Elas verão que terão vários obstáculos pela frente, ela e Ruby devem se esforçar muito para que ela se torne uma mulher correta e ganhe o título de Lady Jewel, o título mais classificado de todas as damas. Mas Lillian e sua parceira Jewelpet, Lua estarão em seu caminho que também querem o mesmo título.

## Personagens

### Petit Lady / Candidatas à Lady Jewel
Momona (ももな, Momona)
Dublada por: Keiko Kobayashi
Momona é uma estudante secundária que tem 14 anos de idade, e anseia por seu primo mais velho durante o seu casamento, no entanto, devido à sua ligação com ele e sem saber sua noiva, ela não pode sorrir completamente até que ela conhece Lady Diana e acidentalmente é transportada para Jewel Land. Ela é muito tímida, mas ainda é cheia de determinação. Ruby é sua mentora e parceira e as duas se dão muito bem durante a sua estadia em Jewel Land como uma Petit Lady. Ambas possuem um Miracle Letterpen e um Jewel Pod como prova de ser uma candidata, permitindo que ela e Ruby possam fazer magia em conjunto.
Mizuki (みずき, Mizuki)
Dublada por: Eri Sendai
Uma das amigas de Momona e também uma Petit Lady, ela é a parceira humana de Garnet. Ela acha que ela não é muito feminina, apesar de que é a pura verdade, ela é muito corajosa, não gosta de coisas fofas e seu raciocínio é bastante acentuado do que as duas, mas ela tem alguns modos grosseiros à mesa e odeia insectos. Ela também apoia bastante Momona e as outras, e é popular entre algumas candidatas Lady.
Seu desejo em se tornar uma Lady Jewel é quando ela conhece uma Lady (que achava ser uma Lady Boot) que a salvou de se perder na floresta, e ela tornou-se determinada a tornar-se uma, quando ela crescesse. Ela está interessada em Soarer. Antes de Momona sair do Royal Palace, Soarer deu a ela um anel de diamante como um presente de Natal.
Charon (かろん, Karon)
Dublada por: Miki Shimomura
De alguma forma tímida, ela é agradável e bondosa com as pessoas, especialmente com as amigas, mas se concentra mais em seus estudos. Ela geralmente se dá bem com Mizuki e Momona enquanto Sapphie se inspira a fazer o seu melhor para ela ser uma Lady. Charon também adora romances e gostaria de ser uma escritora quando crescer. Ela tem uma irmã mais velha chamada Ellis. O desejo de Charon em se tornar uma Lady Jewel, acontece depois que ela conhece Sapphie pela primeira vez e se torna sua companheira, dizendo-lhe que não é ruim seguir seus sonhos e que ela pode ser uma heroína maravilhosa como a do livro que ela leu quando ela era criança.
Ela não está consciente dos sentimentos de Levin por ela, pois toda vez que os dois estão em uma tarefa, ela só se concentra na tarefa e não nos seus sentimentos. Mais tarde na história, Levin pede a ela para ser sua Lady e ela aceita sua proposta de casamento no episodio 21 Festival Jewel.
Lillian (リリアン, Ririan)
Dublada por: Risa Taneda
A rival de Momona (agora amiga) e também uma Petit Lady, ela é a parceira humana de Lua. Apesar de misteriosa e muito calma, ela tem ciúmes da relação entre Momona e Cayenne. Ela pode meio baixa para Momona às vezes, e em relação com Lua como sua melhor amiga e parceira, também às vezes é mal influenciada por ela devido ao seu desejo de vencer. Lillian está determinada a fazer qualquer coisa para conseguir o título de Lady Jewel, e o carinho de Cayenne, ela acha que eles são almas gêmeas, que não vão se separar. É revelado que ela e Cayenne são irmãos e ela colocou sua rivalidade com Momona com uma condição: Ela vai permitir que ela fique com Cayanne enquanto Momona provar ser uma verdadeira Lady.
Aos poucos, ela vai abrindo seus sentimentos em relação a todos, Lillian então tornou-se mais solidária e uma grande irmã para Momona e as outras. Ela também tem um passado misterioso em que ela não consegue lembrar, que liga a ela e sua parceira Jewelpet, fazendo-a se preocupar.
Elena (エレナ, Erena)
Dublada por: Mikako Takahashi
Uma Petit Lady actualmente estuda no Royal Palace, ela é a parceira humano de Rossa. Além de talentosa e calma de espírito, Elena é uma garota que apoia muito a Momona e é boa em adivinhações usando cartas Tarô. Ela é muito suspeita sobre os estranhos incidentes que giram em torno do Jewel Palace, especialmente os ataques. Normalmente, trabalha ao lado de Cayenne, ela se mostra poderosa na magia.

### Candidatos à Príncipes
Cayenne (カイエン, Kaien)
Dublado por: Kenji Nojima, Miyuki Sawashiro (Jovem)
Um dos candidatos à príncipe da Jewel Land, ele foi o primeiro príncipe que Momona conheceu durante seu ensaio. Seus olhares são inteiramente semelhante ao primo de Momona, mas é muito diferente na personalidade. Ele é muito favorável a Momona e ajuda-a no que for possível, mas às vezes ele não considerá-a como uma Lady. Ele também é muito focado em seus estudos, especialmente no fato de que ele escolheu para estudar no Royal Palace para ser o Rei. Momona tem alguns problemas com ele durante seu primeiro beijo, logo desenvolvem um relacionamento com os outros, enquanto Lillian tem uma queda por ele no ponto de seu ciúme com Momona.
Mais tarde é revelado que Lillian e Cayenne são almas gêmeas destinadas a serem separadas, e mais tarde é revelado que eles são irmãos. No entanto, este fato é falso, já ele realmente não tem uma irmã mais nova, e ele e Lillian não estão relacionados. No episódio 15, ele revelou seu verdadeiro amor por Momona, antes da partida para o Royal Palace. Mais tarde na série, ele finalmente reaparece ao lado de uma misteriosa Lady que adverte Momona e as outras sobre uma presença escura estranha lá.
Reunindo com Momona, Cayenne tem suspeitado de Miura sobre algumas coisas e descobriu que Miura está investigando sobre Lillian. Cayenne, provavelmente parece saber a verdade sobre Lillian. Seu nome foi baseado no Porsche Cayenne.
Romeo (ロメオ, Romeo)
Dublado por: Takashi Kondo
O mais sábio e popular de todos os candidatos Príncipe, Romeo é rival do Cayenne e quer se tornar o Rei. Ele é muito cavalheiro para as Lady e também competitivo com Cayenne. Ele também olha para Momona e as outras Petit Lady e tem grandes observações em algumas habilidades. Seu nome foi baseado na fabricação de automóveis Alfa Romeo.
Levin (レビン, Rebin)
Dublado por: Miyuki Sawashiro
O mais novo de todos os candidatos à príncipe. Ele é muito alegre, inteligente mas arrogante do que os outros príncipes. Ele às vezes brinca com Cayenne sobre seu relacionamento com Momona e tem uma queda por Charon. No entanto, ela nunca percebe seus sentimentos por ela na série. Como a série continua, os dois se tornaram mais próximos uns dos outros e depois admitir seus sentimentos por Charon. No Festival Jewel, ele propôs a ela se casar com ele e ela aceita. Seu nome foi baseado no Toyota Soarer..
Soarer (ソアラ, Soara)
Dublado por: Seiichirō Yamashita
O mais analítico de todos os príncipes, Soarer é o último dos candidatos à Príncipe. Ele é muito calmo mas inteligente e muitas vezes analisa seu entorno durante cada exames das Lady onde ele está. Ele também é muito bom em esgrima e Mizuki tem interesse em sua direcção. Seu nome foi baseado no Toyota Soarer.
Miura (ミウラ, Miura)
Dublado por: Kenichirō Ōhashi
Um candidato à príncipe misterioso, que está trancado em um quarto por razões desconhecidas, e foi transferido para o Jewel Palace após Cayenne. Ele foi preso por causa de seu mau comportamento, a sua identidade global está envolta em mistério até mesmo para as Petit Ladies. Ele é muito calmo mas forte, inteligente e gosta de provocar as pessoas. Ele sempre persegue Momona muitas vezes, embora seus motivos não está claro para ela. Ele mais tarde é revelado que a razão pela qual ele está confinado em primeiro lugar deve-se que mesmo que ele marcou alta nos exames, ele fez algo errado e obrigou-o a ser trancado. Ele é visto com seu Jewelpad vermelho, que tem um sistema de inteligência artificial chamado Iota instalado nele, em que ele diz a Miura sobre a relação de cada Petit Lady e os planos, a fim de alcançar seu objetivo de se tornar rei. O nome de Miura se baseia na Lamborghini Miura.

### Jewel Palace/Royal Palace
Claire (クレア, Kurea)
Dublada por: Aya Hirano
A actual Lady Jewel (レディ・ジュエル, Redi jueru), titulo de governadora da Jewel Land, Claire é uma amiga próxima de Diana durante seus primeiros dias. Ela é uma figura de apoio para os habitantes da Jewel Land e todas as Petit Ladies e os Príncipe candidatos. Desde criança, ela e Diana são amigas muito próximas e ambas quiseram ser as melhores Ladies. No entanto, antes de Lady Diana fugir, ela é convidada a assumir o título e como amava e não se casaria com outra pessoa. Ela geralmente dá aos Candidatos um teste por meio de mensagens, que usa o Letterpen para projetar.
Boot (ブート, Būto)
Dublada por: Miyuki Sawashiro
Zeladora do Jewel Palace, Lady Boot é otimista, uma maria-rapaz que usa roupas militares. Ela também é conhecida como Lady Conductor, instruindo as Petit Ladies no seu próximo teste. Ela também não gosta de usar chapéus de sol e, geralmente, na chuva, também acredita que é a única que salvou Mizuki quando ela era jovem. Boot foi uma candidata anterior a Lady durante seus dias mais jovens.
King Crown (キングクラウン, Kingu Kuraun)
Dublado por: Jun Fukuyama
O actual rei da Jewel Land e também o marido de Claire.

### Outros Personagens
Diana (ダイアナ, Daiana)
Dublada por: Aki Toyosaki
A cunhada de Momona, Diana é a esposa do Príncipe Alto e aquela que sugere que Momona possa ser candidata a Lady Jewel. Ela era originalmente a parceira humana de Lua há alguns anos atrás, que é também a Top Lady ao lado de Claire. Ela também adorava Alto muito a ponto de aceitar sua proposta de casamento. No entanto, quando Alto desistiu de ser um candidato, ela pediu para Claire ser uma Lady Jewel porque ela o amava, e não se tornará Lady Jewel se ela acabar com outro cara. Depois que ela foge, ela deixa Lua e sua boneca premiada para trás, fazendo-a ficar deprimida e tornando-se muito amarga ao longo dos anos.
Alto (アルト, Aruto)
Dublado por: Ryūichi Kijima
O primo mais velho de Momona e o marido de Lady Diana, o príncipe também é um ex-candidato a príncipe. Antes do início da série, Alto propôs a Diana durante a sua data, apesar de ele não ser um bom príncipe e ambos tiveram um juramento eterno juntos no Music Box Museum na Jewel Mountain, também a obtenção de uma caixa de música que Lua escondeu anos atrás. Mas, Alto não tem as qualidades de ser rei e ele saiu, forçando Diana a desistir e fugiu com ele.
Iota (イオタ, Iota)
Iota é uma entidade com inteligência artificial e o assistente de Miura. Ele reside dentro de seu Jewelpad como um pesquisador que procura pistas ligadas aos personagens principais, o que daria a ele uma vantagem nos exames. Sua forma é semelhante ao de um ser humano que apareceu no Episódio 33.
Ellis (えりす, Erisu)
Dublada por: Eriko Nakamura
Irmã mais velha de Charon.
Bad Badtz-Maru (バッドばつ丸, Baddo batsu maru)
Dublado por: Ikue Ōtani
Um personagem que aparece em Lady Jewelpet Magical Musical, ele é um pinguim macho com cabelo espetado e um funcionário da Sanrio Puroland em Tama New Town, em Tóquio. Embora seja bastante impulsivo, ele geralmente orienta Momona e os outros enquanto eles estão no mundo humano enquanto procura uma maneira de regressar para Jewel Land. Ele termina suas frases com "~da ze!"

### Antagonistas
Lecter (レクター, Rekutā) / Joker (ジョーカー, Jōkā)
Dublado por: Miyuki Sawashiro
A antagonista principal da série, Lecter é uma das guardas do Jewel Palace e também a parceira humana de Larima. Ela é uma Lady graciosa e elegante, que cuida das Petit Ladies em sua estada no palácio. Em seus dias de juventude, Lecter foi uma das Petit Ladies anteriores que admiravam Lady Diana por ser a Top Lady, e se esforçava para estar em seu posto. Quando a próxima Lady Jewel é eleita, ela agora se tornou a zeladora do Jewel Palace. Ela tem uma personalidade carinhosa mas severa com as Ladies e serve como uma mensageira para a Lady Jewel, usando seu Letterpen para projectar cada exame que a Lady Jewel deu a Candidatas Lady.
Mas através do seu visual doce e elegante, ela também permanece nas sombras se disfarçando, assumindo o papel de Joker. Como Joker ela dá ordens a Lua para sua agenda, e levar a Lillian vindo à vida como um candidato Lady Jewel. Ela também usa Jewelpad de Lua, a fim de causar estragos em torno do Jewel Palace, a fim de estar mais perto de seu objectivo de controlar a porta do Caos. No entanto, na verdade, ela está triste porque que Diana tornou-se uma Top Lady Ela ficou ainda mais deprimida após Alto e Diana fugirem e Claire se tornar a Lady Jewel, ficando vingativa. Ela morreu depois que uma estranha sombra escura a possuiu e tentou usar o Final Wand. Mas ela esfaqueou a si mesma, para isso não acontecer, desaparecendo na luz.
Beasts (ビースト, Bīsuto)
Os verdadeiros principais antagonistas da série, estes são monstros que se originaram da porta de caos que representa a tristeza humana e desespero.

## Mídia

### Anime
Lady Jewelpet estreou em 5 de abril de 2014 nos canais TXN, incluindo TV Tokyo e TV Osaka às 9:30 a.m aos Sábados, substituindo Jewelpet Happiness na programação. É a primeira série de Jewelpet transmitida oficialmente no aplicativo de serviço de telemóvel da TV Tokyo chamado Kids d feito pela NTT DoCoMo.

### Mangá
A adaptação do mangá foi feita pela Mako Morie e começou a serialização pela Shogakukan e a revista Pucchigumi entre abril de 2014.

### Música
A música foi composta por Jun Ichikawa.
O título do tema de abertura é Your Love da banda M-Three enquanto o tema de encerramento chama-se Run with U da banda Fairies.

### Musical
O musical, intitulado Lady Jewelpet Magical Musical ~Birth! Little Lady Jewel~ (レディジュエルペットの魔法のミュージカル ～誕生！リトルレディジュエル～, Redi juerupetto no mahō no myūjikaru ~tanjō! Ritoruredijueru~), estreou oficialmente na Sanrio Puroland em julho de 2014. Toru Hosokawa, escreveu o drama de televisão Ojīsan Sensei dirigiu e escreveu o musical.